# 曼厄姆 (路易斯安那州)
曼厄姆（英語：Mangham），是美国路易斯安那州下属的一座城市。根据2010年美国人口普查，该市有人口672人。建置上，属于“town”。